# Pikmin
Pikmin (jap. ピクミン, Pikumin) ist eine Reihe von Echtzeit-Strategiespielen des japanischen Herstellers Nintendo.
Die Reihe besteht aus vier Titeln, wovon die ersten beiden zunächst als Originale für Nintendo GameCube, dann als Umsetzungen im Zuge der New-Play-Control!-Reihe für Wii erschienen sind und schließlich 2023 auf der Nintendo Switch erneut erschienen. Am 26. Juli 2013 erschien der dritte Teil der Serie für Wii U, welcher am 30. Oktober 2020 für Nintendo Switch remastert wurde. Am 28. Juli 2017 wurde das Spinoff Hey! Pikmin für die Nintendo-3DS-Familie (den Nintendo 3DS, den Nintendo 2DS und den New Nintendo 3DS) veröffentlicht. Der neueste Teil der Reihe, Pikmin 4, erschien am 21. Juli 2023 für Nintendo Switch.

## Hintergrund
Produziert wurden die Spiele von Shigeru Miyamoto, der die Inspiration zum Spiel von einer Ameisenkolonie in seinem Garten bezog. Technisches Vorbild ist die Konzeptdemo Super Mario 128, welches 128 gleichzeitig auf einfache Weise interagierende und auf die Spielwelt reagierende Marios auf einer Spielfläche zeigte. Aufgrund seines innovativen Spielkonzepts lässt sich Pikmin nur schwer in vorhandene Genres einordnen, am ehesten könnte man es als Taktikspiel mit Strategie- und Knobelelementen bezeichnen; außerdem wird bei der Gegnerbekämpfung ein gewisses Maß an Geschick eingefordert. Die (japanische) Selbsteinordnung ist (umschrieben) „AI Action“.

## Inhalt und Spielprinzip
Der Spieler steuert ein oder mehrere Spielfiguren durch eine dreidimensionale Umgebung. Mithilfe dieser kann er Pikmin aus der Erde ziehen und diese mit den verschiedenen Aufgaben betreuen, indem er sie an eine gewünschte Stelle wirft oder mit einem einfachen Kommando dorthin dirigiert. Die Pikmin sind ungefähr 3 cm kleine Wesen, die wie Karotten aus der Erde wachsen. Sobald Olimar ein Pikmin aus der Erde zieht, folgt es ihm auf Schritt und Tritt und befolgt seine Anweisungen. So können Pikmin Hindernisse aus dem Weg räumen, Brücken ausbauen, Gegner bekämpfen und gefundene Objekte zum Landeplatz tragen. Manche Objekte sind essenziell, um neue Spielareale erschließen zu können. Jede Aufgabe erfordert den Einsatz einer bestimmten Art von Pikmin: Jedes Objekt benötigt jeweils eine unterschiedliche Anzahl an Pikmin, um von diesen getragen werden zu können. Zusätzliche Pikmin erhält man, wenn man die Pikmin die Kadaver besiegter Gegner oder Blütennarben zur Zwiebel bringen lässt. Bei allem gilt, dass sich nie mehr als 100 Pikmin zeitgleich im Spielfeld befinden können. Nach Ablauf eines Tages müssen die Pikmin in ihre fliegenden Behausungen, die so genannten Zwiebeln, zurückgebracht werden, um nicht den nachtaktiven Kreaturen zum Opfer zu fallen.

## Spiele

### Pikmin (2001/2002)
Der erste Teil der Serie erschien 2001 in Nordamerika und Japan und 2002 in Europa. Der Spieler steuert die Figur Captain Olimar, der mit seinem Raumschiff auf einem Planeten notlanden muss. Dort hat er nur 30 Tage Zeit, alle bei dem Absturz verlorengegangenen Raumschiffteile zu bergen. Auf dem Planeten trifft er die namensgebenden Pikmin, die ihm bei der Bergung helfen.

### Pikmin 2 (2004)
Pikmin 2 erschien 2004 für den Nintendo GameCube. Im Vergleich zum ersten Spiel wurden einige Änderungen eingeführt. Ein umfassendes Zeitlimit, bestimmte Spielziele innerhalb einer festgelegten Anzahl von Tagen zu erreichen, existiert nicht mehr. Eine weitere spielentscheidende Erweiterung ist, dass nun zwei Pikmin-Anführer gesteuert werden können, die entsprechend unabhängig voneinander eine Pikmin-Gruppe betreuen können.
Eine weitere markante Neuerung des zweiten Teils sind die Höhlenabschnitte, von denen es in jedem Spielareal mehrere gibt und dabei mehrere Ebenen aufweisen. Die Architektur der meisten Höhlen-Ebenen ist dabei bis zu einem gewissen Ausmaß zufallsgeneriert. In diesen Höhlen existiert zusätzlich auch kein Zeitlimit, was den Ablauf eines Tages betrifft. Wie im Vorgänger gibt es die Pikmin-Arten Rot, Gelb und Blau, wobei die letzten beiden ein wenig in ihren Fähigkeiten geändert wurden. Neu hinzugekommen sind zwei weitere Pikmin-Arten, die violetten und die weißen.
Unabhängig vom Hauptspiel besteht erneut die Möglichkeit, sich an einem Challenge-Modus zu versuchen. Der Challenge-Modus lässt sich im Gegensatz zum ersten Spiel kooperativ im Splitscreen mit einem zweiten Spieler spielen. Neu ist der Zweispielermodus, der über Splitscreen gespielt wird. Die beiden Spieler treten gegeneinander an, indem dem anderen Spieler seine Murmel geraubt bzw. rechtzeitig eine Anzahl von neutralen bzw. gelben Murmeln eingeheimst werden muss.

### Pikmin 3 (2013)
Der dritte Teil der Reihe erschien in Europa am 26. Juli 2013 für Wii U. Auf dem Planeten Koppai geht der Bevölkerung die Nahrung aus, weshalb die drei Forscher Alph, Brittany und Charlie auf den Planeten PNF-404 reisen, da eine Sonde dort Nahrung festgestellt hat. Das bisherige Spielprinzip wurde um einige Funktionen erweitert, darunter Anführer, die individuell Pikmin betreuen und auch selbstständig zu einem auf der Karte gesetzten Ziel gehen können. Hinzu kommt ein neuer Spielmodus namens Bingoduell und zwei neue Pikmin-Arten, die Fels-Pikmin und die Flügel-Pikmin. Außerdem existiert in diesem Spiel wieder ein Zeitlimit, man kann es aber erweitern, indem man Früchte sammelt.
Am 31. Oktober 2020 wurde eine Neuauflage des Spiels unter dem Namen Pikmin 3 Deluxe für die Nintendo Switch veröffentlicht.

### Pikmin 4 (2023)
Der vierte Teil der Serie wurde während der Nintendo Direct am 13. September 2022 angekündigt. Das Spiel wurde am 21. Juli 2023 für die Nintendo Switch veröffentlicht. Neu hinzugekommen sind Eis-Pikmins, die Wasser vereisen können und Leuchtpikmin, die nur in Nachtmissionen vorhanden sind.

## Ableger

### New Play Control! Pikmin (2008/2009)
New Play Control! Pikmin basiert auf Pikmin für den Gamecube. Abgesehen von technischen Anpassungen (16:9-Breitbild und erstmals 60-Hz bzw. Progressive Scan auch in einer PAL-Version des Titels), ist es nun mit Hilfe der Pointer-Funktion der Wii Remote möglich, die Zielmarkierung frei über den Bildschirm bewegen zu können. Außerdem ist es in der Wii-Version nun erlaubt, zu einem beliebigen vergangenen Tag (respektive Spielstand) zurückzukehren, um etwa Fehler in der Planung oder zu hohe Pikmin-Verluste ungeschehen zu machen – mit Auswahl eines früheren Spielstandes kann man allerdings nicht mehr zu den nachträglichen Spielständen zurückkehren.

### New Play Control! Pikmin 2 (2009)
Die Wii-Version von Pikmin 2 erschien 2009 in der Reihe New Play Control!. Diese enthält die gleichen technischen Neuerungen wie die Neuveröffentlichung des Vorgängers.

### Hey! Pikmin (2017)
In der Nintendo Direct vom 13. März 2017 wurde ein Ableger mit dem Titel Hey! Pikmin für den Nintendo 3DS angekündigt. Das Spiel erschien zeitgleich mit einer neuen Amiibo-Figur am 28. Juli 2017.

### Pikmin 3 Deluxe (2020)
Am 5. August 2020 wurde bestätigt, dass Pikmin 3 unter dem Namen „Pikmin 3 Deluxe“ für die Nintendo Switch neu veröffentlicht wird. Das Spiel erschien am 30. Oktober 2020 mit diversen Neuerungen, darunter neue Schwierigkeitsgrade, weitere Missionen, eine veränderte Steuerung sowie ein Koop-Modus.

### Pikmin Bloom (2021)
Am 2. November 2021 erschien das von Niantic entwickelte Pikmin Bloom in Deutschland. Dieses Smartphonespiel ist verfügbar auf Android- und iOS-Systemen. Spieler können mit ihrem Gerät herumlaufen und lassen dabei ihre Pikmin wachsen und Blumen erblühen. Zusätzlich können Dekorationsobjekte gesammelt und Rückblicke zu Touren erstellt werden.

## Kritiken
Pikmin 1 und 2 wurden für ihre Innovationen von Fachpresse und Spielerschaft gleichermaßen belohnt. (Leicht) kritisiert wurde besonders in Pikmin 1 das Zeitlimit von 30 Spieleinheiten (im Spiel „Tage“ genannt), welches das freie Erkunden der Spielwelten einschränkte.

## Auftritte in anderen Spielen
Der Hauptcharakter Captain Olimar ist, zusammen mit den fünf Pikmin-Arten aus Pikmin 2, als Kämpfer in Super Smash Bros. Brawl vertreten. Entsprechend gibt es in dem Spiel eine Arena, die dem Planeten der Pikmin nachempfunden ist. Des Weiteren ist Olimar in Super Smash Bros. for Nintendo 3DS / for Wii U als Charakter gemeinsam mit einer Arena, die dem „Garten der Begegnung“ aus Pikmin 3 nachempfunden ist, vertreten und es kann erstmals auch Alph, der Hauptcharakter aus Pikmin 3, in Form von alternativen Kostümen für Olimar gespielt werden. Die beiden Raumfahrer sind auch in Super Smash Bros. Ultimate spielbar; zudem sind die bekannten Arenen aus den vorhergehenden Spielen der Smash-Reihe wieder enthalten.